# 霍爾默斯特蘭

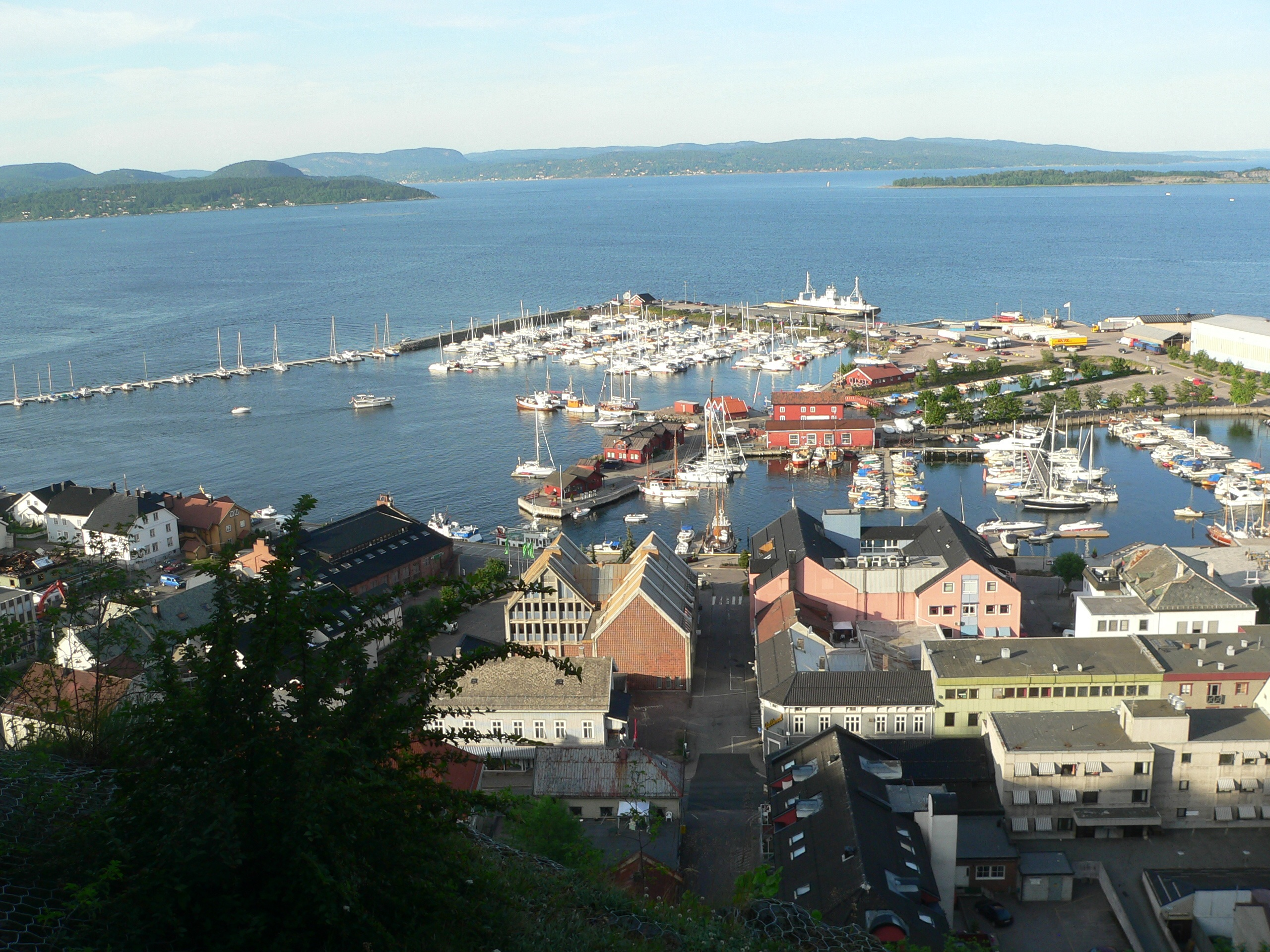
霍爾默斯特蘭市镇风景

霍爾默斯特蘭（挪威語：Holmestrand）是挪威西福尔郡的市镇，位於該國南部北海沿岸，距離首都奧斯陸約70公里，面積432.36平方公里，2020年人口24 699。

## 外部連結
- 官方网站  （挪威文）